# Thomas H. Cullen

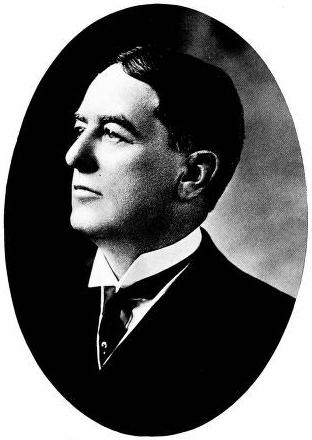
Thomas H. Cullen (1916)

Thomas Henry Cullen (* 29. März 1868 in Brooklyn, New York; † 1. März 1944 in Washington, D.C.) war ein US-amerikanischer Jurist und Politiker. Zwischen 1919 und 1944 vertrat er den Bundesstaat New York im US-Repräsentantenhaus.

## Werdegang
Thomas Henry Cullen wurde ungefähr drei Jahre nach dem Ende des Bürgerkrieges in der damals noch eigenständigen Stadt Brooklyn geboren und wuchs dort auf. In dieser Zeit besuchte er lokale Parochial Schools und graduierte 1880 am St. Francis College. Danach ging er Seetransportversicherungs- (marine insurance) und Schiffsgeschäften nach. Zwischen 1896 und 1898 saß er in der New York State Assembly und zwischen 1899 und 1918 im Senat von New York. Politisch gehörte er der Demokratischen Partei an. Als Delegierter nahm er von 1912 bis 1932 an jeder Democratic National Convention teil. Bei den Kongresswahlen des Jahres 1918 wurde Cullen im vierten Wahlbezirk von New York in das US-Repräsentantenhaus in Washington D.C. gewählt, wo er am 4. März 1919 die Nachfolge von Harry H. Dale antrat. Cullen wurde zwölf Mal in Folge wiedergewählt. Er starb während seiner letzten Amtszeit am 1. März 1944 in Washington D.C. und wurde auf dem Holy Cross Cemetery in Brooklyn beigesetzt.